# Историческая политика Беларуси
Историческая политика Беларуси — официальная оценка и интерпретация исторических событий, утверждённая в Республике Беларусь.

## Первая половина 1990-х
В перестроечные годы начались активные споры вокруг белорусской истории, результатом которых стало построение в первой половине 1990-х нарратива на этнической основе. Во многом на это повлияла партия БНФ. В её программных документах заявлялось о наличии многовековой истории страны. В формировании нации, по мнению сторонников партии, значимую роль сыграли Полоцкое и Туровское княжества, Великое княжество Литовское, Белорусская Народная Республика.
Если в Белорусской ССР утверждалось, что полноценное существование белорусская нация получила лишь при советской власти, то после распада СССР данная концепция была радикально пересмотрена. Сперва в исторической науке, а затем и в системе образования возобладали взгляды, характерные для представителей белорусского национального движения начала XX столетия. Корни современной Беларуси начали искать во временах Средневековья, что достигалось за счёт «удревнения» национальной истории. Истоки белорусской государственности начали возводить к временам Полоцкого княжества IХ—XIII веков. В качестве «золотого века» предложен период Великого Княжества Литовского. Предпринимались попытки отнести к белорусским средневековым государствам и Смоленское княжество.
Одним из ключевых шагов в исторической политике стало введение в 1993 году отдельного курса по истории страны. Важное значение приобрела дискуссия об индентичности белорусов. В этот период утверждается идея философа И. В. Кончевского о Беларуси, как о «мосте» между Востоком и Западом. Самобытность народа виделась в том, что он не присоединился ни к одному из этих полюсов, отверг крайности и синтезировал достижения обеих культур.
Параллельно начинается противостояние между представителями проевропейской/национальной и просоветской/пророссийской ориентаций. Конфликт отразился на историческом сознании населения. Первые базировались на национально-демократических началах, выступали за расширение употребления белорусского языка. Их взгляды содержали порой антироссийские элементы. Как отметил немецкий историк Райнер Линднер, особое внимание уделялось битве под Оршей 1514 года. Вторые видели Беларусь как неотъемлемую часть СССР, России, «русского мира». Различия с российской интерпретацией истории вызывали у них неприязнь. Оппонентов обвиняли в полонифилстве, а белорусский язык считали диалектом русского.
Позднее, в противовес обеим фракциям, оформился новый лагерь. Его представители старались примирить старые советские и новые национальные подходы, уравнять в правах русский и белорусский языки.

## Вторая половина 1990-х
Во второй половине 1990-х годов, в связи с приходом к власти Александра Лукашенко, историческая политика претерпела изменения. После референдума 1995 годов страна вступила на путь формирования гражданской (политической), а не этнической модели нации. Этнический компонент (белорусский язык), как и в истории Беларуси советского периода, стал играть второстепенную роль. Наметился заметный поворот и в официальной исторической политике. Власти стали более активно высказываться на исторические темы, стремились распространять собственные подходы к оценке событий прошлого. Автономия профессионального исторического сообщества стала заметно сокращаться. В государственных учреждениях науки и образования наблюдалось сокращение влияния позиций историков национально-демократического направления.
В этот период частично вернулись к старым советским установкам. Оказались востребованы и представления о Белорусской ССР как о «первом белорусском государстве».
Наиболее чувствительной темой в исторических дискуссиях оставалась Великая Отечественная война. Радикальные попытки ряда историков и публицистов утвердить новые подходы к освещению событий того периода не получили поддержки ни у власти, ни у широких слоёв общества. Руководство государства считало, что Великая Отечественная война является одним из базовых символов коллективной памяти белорусов и источником его политической легитимности, используя это обстоятельство для укрепления широкой поддержки своих позиций со стороны населения.
На историческую политику во многом повлияло сближение в отношениях с Россией. Начиная с 1997 года стали выходить учебники и учебные пособия нового поколения, авторы которых стремились избегать «радикализации исторического прошлого». Особенно тщательно уточнялись позиции при подготовке публикаций по истории России.

## 2000-е и 2010-е
В начале 2000-х в белорусско-российских отношений произошли трения. Новая информационная повестка в обеих странах убедила значительную часть белорусского общества, относящуюся к числу твёрдых сторонников официального курса, в наличии у белорусской нации собственного, отличного от России пути развития. В 2014—2015 года на исторический и культурный дискурс повлияла война на Донбассе. Украинские события принесли с собой новые вызовы для белорусских элит, заставив их обратиться к механизмам самосохранения. Все более чётко просматривался тактический союз между правящими кругами и националистической оппозицией.
В связи с этим отмечался медленный, но заметный сдвиг власти в сторону национальной версии белорусской истории, который продиктован реальными задачами укрепления независимости страны. Правительство понимало, что успешное развитие невозможно без «героического прошлого», вернувшись к «удревнению» истории и культуры, поиску новых объектов национальной памяти и объединяющих символов.
Трения с Москвой не раз вынуждали Лукашенко прагматично относиться к вытекающим из российско-белорусского союза обязательствам. С 2008 года наблюдался дрейф в сторону «мягкого национализма». А в 2012 году, на фоне празднования 1150-летия российской государственности, власти Беларуси решили широко отметить 1150-летие Полоцка. Проявлениями реальных сдвигов в исторической политике стали: восстановление дворцово-парковых ансамблей Несвижа и Мира, городских ратуш в Минске (2003) и Могилёве (2008), установка в центре белорусской столицы скульптуры войта (2014), посвящённой получению Минском Магдебургского права, памятника Ольгерду в Витебске. Данные шаги свидетельствовали о признании важности многих исторических событий до включения белорусских земель в состав Российской империи. Особое внимание к природно-архитектурным объектам средневековой Беларуси было отражено в Государственной программе «Замки Беларуси». Она проводилась в 2012–2018 годах и предусматривала выделение государственных средств на восстановление целого ряда исторических объектов в стране.
В 2018 году Институт истории НАН Беларуси разработал «Концепцию истории белорусской государственности» — программный документ, утверждённый на национальном уровне. В соответствии с ней, Киевская Русь, Полоцкое и Туровское княжества, Великое Княжество Литовское, Речь Посполитая, Российская империя — исторические формы государственности на белорусских землях. В их рамках постепенно формировалась «государственность белорусского народа, нашедшая воплощение в национальных формах: Белорусская Народная Республика, Социалистическая Советская Республика Беларусь, Советская Социалистическая Республика Литвы и Беларуси, Белорусская Советская Социалистическая Республика, Республика Беларусь». Переломным моментом в политической жизни страны названа Первая мировая война, резко обострившая национальный вопрос.

## 2020-е годы
В феврале 2022 года был создан Совет по исторической политике, который стал ответственным за трактовку прошлого страны. В это же время в государстве прошёл референдум по принятию новой Конституции. В новой редакции упомянута и историческая память. По конституции государство обязано участвовать в процессе функционирования исторической памяти (статья 15). Как и ранее, важнейшее место заняла Великая Отечественная война. Вокруг неё выстроено патриотическое воспитание, именно к ней зачастую апеллируют власти.
По состоянию на начало 2020-х нарратив победы во Второй мировой стал ключевым компонентом государственной исторической политики. Историками значительное внимание уделялось комплексному исследованию советского партизанского и подпольного движения в годы войны на белорусских землях. В содержательном аспекте дискурс победы в Великой Отечественной войне сыграл роль большого нарратива, сакрализирующего героизм, жертвенность и моральное единство в борьбе с внешним врагом.